# Acrise
Acrise – osada i gmina (civil parish) w Anglii, w hrabstwie Kent, w dystrykcie Folkestone and Hythe. Leży 45 km na wschód od miasta Maidstone i 97 km na południowy wschód od centrum Londynu. Nazwę bierze z pałacu Acrise Place.